# ZX81

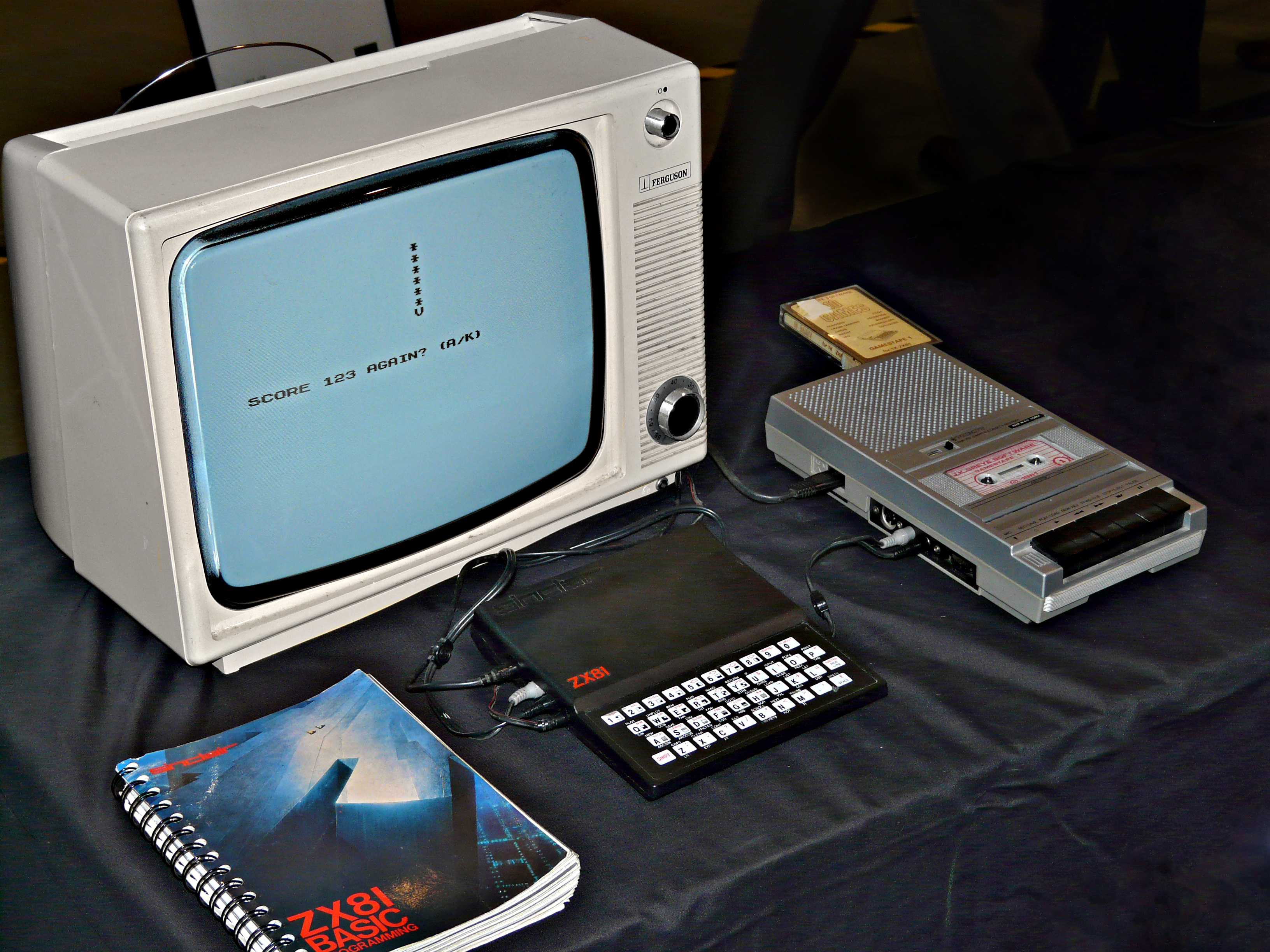
Egy ZX81 munkára kész

A ZX81 korai személyi számítógép volt, melyet a Sinclair Research fejlesztette ki és gyártotta a skóciai Timex Corporationnal, az Egyesült Királyságban. A számítógépet a Sinclair 1981 márciusában bocsátotta ki a korábbi Sinclair ZX80 továbbfejlesztéseként. A széles, nem professzionális vásárlóközönségnek szánták, hogy olcsó eszközhöz jussanak a számítástechnikával való ismerkedéshez. A koncepció kirobbanóan sikeresnek bizonyult: másfélmillió darabot gyártottak le belőle, szerte a világon népszerű lett, az Egyesült Államokban a Timex gyártotta licenc alapján, majd később saját változatot is fejlesztett, sok helyütt engedély nélkül is gyártották különböző klónjait. 
A gépet úgy tervezték, hogy olcsó, egyszerű és kicsi legyen, kevés alkatrészből lehetett összeállítani. Kijelzőként televíziós készüléket használt, a kép szürkeárnyalatosként jelent meg, az adatokat és a programot közönséges magnetofonkazettára lehetett másolni illetve onnan beolvasni. Mintegy 1 KB operatív memóriával rendelkezett, és nem volt mozgó alkatrésze egyáltalán (még bekapcsoló gombja sem), az adatokat és programokat fólia-tasztatúra segítségével lehetett bebillentyűzni. A gép egyszerűen kezelhető, de fő előnye hihetetlenül alacsony ára lett: kezdetben az angol piacon kitben £49,95, összeszerelve 69,95 font volt. 
A gép 3,25 MHz-en működő Zilog Z80 processzort használt, operációs rendszere és egyben beépített magas szintű nyelve a Sinclair BASIC volt, amely az eredeti BASIC nyelvnek egy változata és a ROM tartalmazta. 
A gép szélessége 167 mm, magassága 40 mm, tömege 350 g. A televízió képernyőn fekete-fehér alfanumerikus képet jelenít meg 24 sorral, soronként 32 karakterrel, grafikát csak úgynevezett pszeudo-grafikus karakterekkel lehetett megvalósítani.
A géphez szikranyomtatós printert, memóriabővítést (16 KB, 32 KB és 64 KB-os egységek léteztek) lehetett kapni. Igen sok szoftver vált hozzáférhetővé magnókazettán, így assemblerek, más BASIC-klónok, Pascal, szövegszerkesztők, táblázatkezelők és rengeteg játék. Ezek egy része nyomtatásban jelent meg a széles körben elterjedt számítógépes folyóiratokban közölt programlisták formájában. 
A ZX81 olcsóságával és egyszerű kezelhetőségével tömegessé tette a számítógép-használatot a fejlett országokban, de Magyarországon is. 
A ZX81 sikerének csak utódja, a színes képernyős Sinclair Spectrum és a nyomában kibontakozó olcsó számítógépek versenye vetett véget.

## Fordítás
- Ez a szócikk részben vagy egészben  a   ZX81 című angol Wikipédia-szócikk fordításán alapul.  Az eredeti cikk szerkesztőit annak laptörténete sorolja fel. Ez a jelzés csupán a megfogalmazás eredetét és a szerzői jogokat jelzi, nem szolgál a cikkben szereplő információk forrásmegjelöléseként.